# استيبان مارس
استيبان مارس (بالإسبانية: Esteban March) هو رسام إسباني، ولد في 1610 في بلنسية في إسبانيا، وتوفي بنفس المكان في 1668.